# Hoàng Anh Tuấn
Hoàng Anh Tuấn (ur. 12 lutego 1985 w Quế Võ) – wietnamski sztangista, wicemistrz olimpijski i dwukrotny medalista mistrzostw świata.

## Kariera
Największy sukces osiągnął w 2008 roku, kiedy na igrzyskach olimpijskich w Pekinie zdobył srebrny medal w wadze koguciej. W zawodach tych rozdzielił na podium Chińczyka Long Qingquana i Eko Yuli Irawana z Indonezji. Był to jego jedyny start olimpijski. W 2005 roku wystąpił na mistrzostwach świata w Doha, zdobywając brązowy medal. Wyprzedzili go tylko Wang Shin-yuan z Tajwanu i Lee Jong-hoon z Korei Południowej. Wynik ten powtórzył na rozgrywanych rok później mistrzostwach świata w Santo Domingo, gdzie lepsi byli Chińczyk Li Zheng i Kubańczyk Sergio Álvarez Boulet.
Zdobył także cztery medale mistrzostw Azji: trzy złote (2007, 2008, 2009) i jeden srebrny (2005). Ponadto w swoim dorobku ma również srebrny medal igrzysk azjatyckich w Dausze w 2006 roku. Medal ten jest równoznaczny z tytułem wicemistrza Azji.